# Onthophagus formaneki
Onthophagus formaneki là một loài bọ cánh cứng trong họ Bọ hung (Scarabaeidae).